# Felicjan Fierek

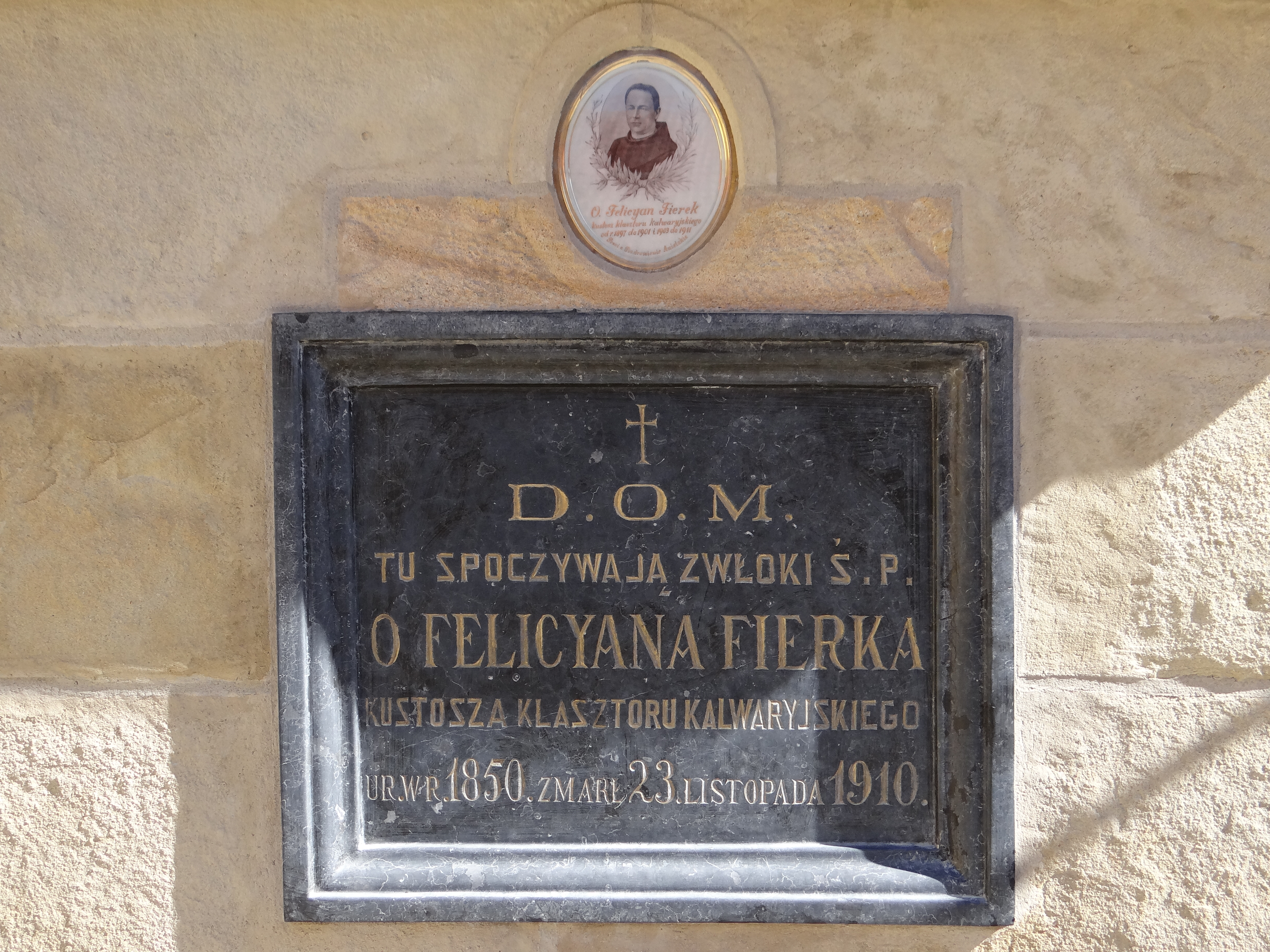
Tablica epitafijna o. Felicjana Fierka OFM

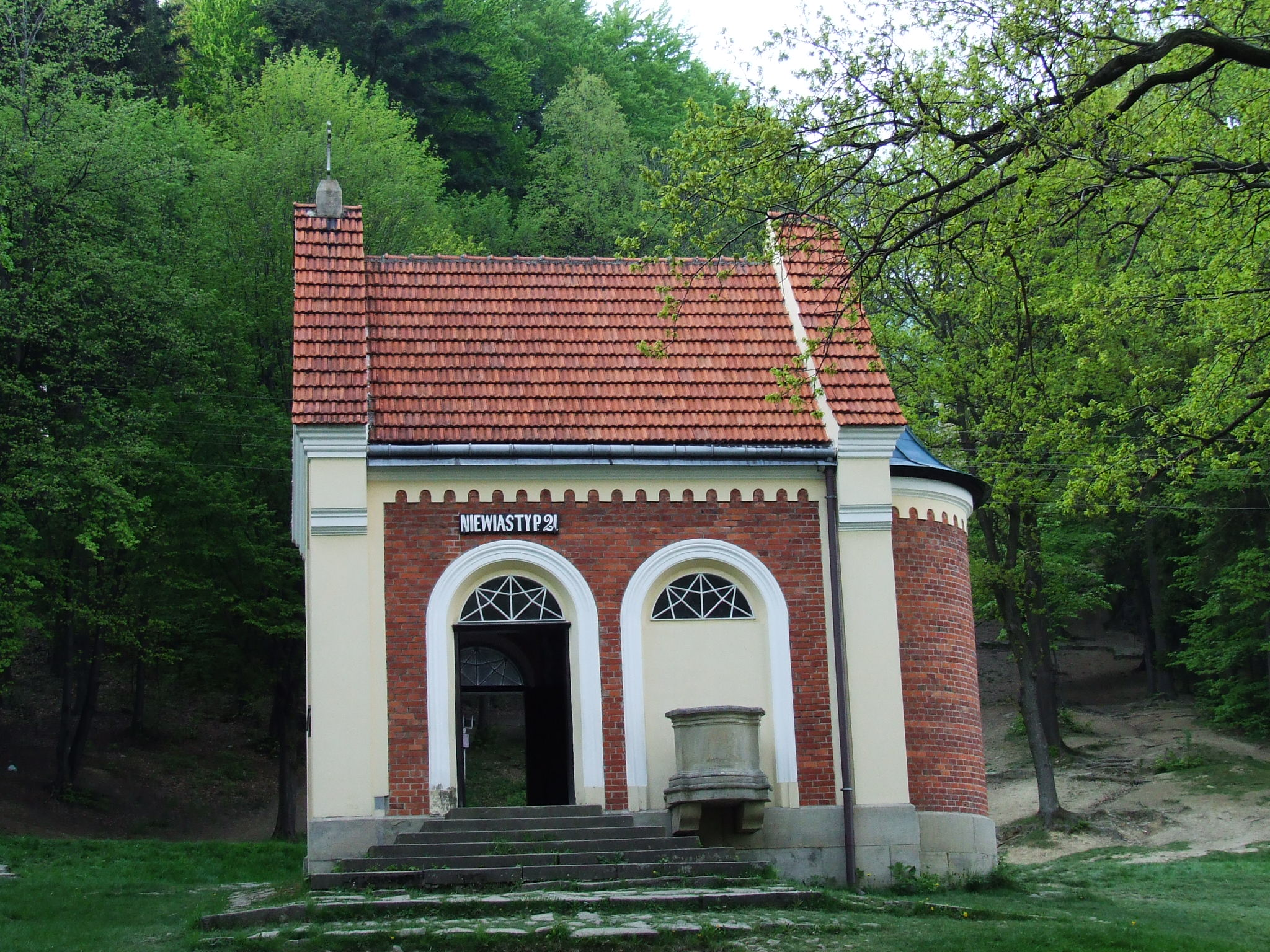
Kaplica "Płaczące Niewiasty", która powstała z inicjatywy o. Felicjana Fierka OFM

Felicjan Fierek (ur. 25 października 1850 w Białce Tatrzańskiej, zm. 23 listopada 1910 w Kalwarii Zebrzydowskiej) – polski duchowny bernardyński, gwardian licznych klasztorów (m.in. w Przeworsku i Kalwarii Zebrzydowskiej).

## Życiorys

### Młodość i pierwsze lata w Zakonie
Urodził się 25 października 1850 w Białce Tatrzańskiej, w rodzinie włościańskiej, jako syn Jana Fierka i Katarzyny z Gilów. W 1874 rozpoczął nowicjat w Prowincji Niepokalanego Poczęcia NMP Zakonu Braci Mniejszych (OO. Bernardynów). Święcenia prezbiteratu przyjął w 1878. W 1879 ukończył studia filozoficzno-teologiczne w centralnym zakładzie teologicznym dla zakonów galicyjskich mieszczącym się w klasztorze oo. bernardynów we Lwowie. Zapamiętany przez współbraci jako doskonały organizator, a przy tym człowiek ambitny, miły i uczynny. Ze względu na swoje zdolności już po 2 latach od święceń został mianowany gwardianem klasztoru w Tarnowie. Następnie pełnił funkcję przełożonego w Sokalu i Gwoźdźcu.

### Gwardian w Przeworsku
W 1892 został gwardianem klasztoru w Przeworsku, funkcję tę pełnił do 1898 i ponownie w latach 1900-1903. Był wielkim czcicielem Matki Bożej Pocieszenia Przeworskiej. W 1894 postarał się o nową, miedzianą, posrebrzaną i pozłacaną sukienkę na Obraz Matki Bożej wraz z koronami i berłem. Wówczas też przeniesiono Wizerunek do kaplicy znajdującej się po północnej stronie kościoła, gdzie pozostawał do 1962 (obecnie Kaplica Świętego Antoniego). Podjął wysiłek remontu kościoła i klasztoru. W wielkim ołtarzu polecił urządzić grotę Matki Bożej z Lourdes.

### Gwardian w Kalwarii Zebrzydowskiej
Z Przeworska ojciec Fierek został przeniesiony do Kalwarii Zebrzydowskiej, również w charakterze przełożonego (1898-1900; 1903-1910). Podjął tam restaurację wszystkich budowli kalwaryjskich, konieczną ze względu na zły stan spowodowany nieodpowiedzialnymi działaniami konserwacyjnymi poprzedników. Celem nowego gwardiana było przywrócenie świetności wszystkim zabytkom. Pozostawał w kontakcie z architektami i historykami sztuki, u których zasięgał rady (Sławomir Odrzywolski, Zygmunt Hendel, Jan Sas-Zubrzycki, Stanisław Tomkowicz, Leonard Lepszy). Z inicjatywy ojca Fierka powstała kaplica Płaczące Niewiasty (na miejscu dawnej z 1782) oraz Most Anielski. W 1905 polecił ułożyć na Dróżkach kamienne bruki. Wspierał finansowo budowę kościoła św. Józefa w Kalwarii Zebrzydowskiej (1902-1905). Z jego inicjatywy Jan Sas-Zubrzycki, Zygmunt Hendel i Edgar Kováts opracowali plan budowy nowej bazyliki w Kalwarii. Projekt ten nie zyskał jednak uznania w oczach władz konserwatorskich w Krakowie i ostatecznie nie został zrealizowany. Ojciec Felicjan Fierek nie zdołał doprowadzić do końca dzieła restauracji Kalwarii, ale kontynuowali ją jego następcy. Zmarł niespodziewanie, 23 listopada 1910.